# Kaineus

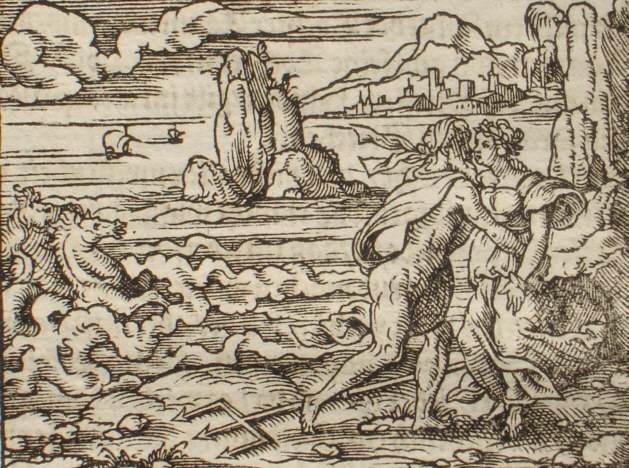
Virgil Solis (1514–1562): Caenis und Neptun. Kupferstich zur Illustration der Metamorphosen des Ovid

Kaineus (altgriechisch Καινεύς Kaineús, von καινόειν kainóein, deutsch ‚erneuern, abändern‘, lateinisch Caeneus) ist eine Gestalt der griechischen Mythologie. Er ist einer der Lapithen, Sohn des Lapithenfürsten Elatos. Er soll durch Eisen nicht verwundbar gewesen sein, sodass er während der Kentauromachie nur dadurch besiegt worden sein soll, dass man ihn unter Baumstämmen begrub bzw. in den Erdboden hämmerte.

## Mythos
Kaineus gilt in der griechischen Mythologie als sehr alt: Homer erzählt in der Ilias, dass Nestor die Bekanntschaft mit ihm – einem der „stärksten der Erdenbewohner“ – als Beweis seines eigenen hohen Lebensalters angeführt habe. Ansonsten erwähnt Homer ihn nicht weiter. Ovid erwähnt ihn als Teilnehmer der Jagd auf den Kalydonischen Eber.
Kaineus ist einer der Kämpfer in der Kentauromachie. In Ovids Metamorphosen berichtet Nestor, von dem diese Binnenerzählung stammt, er allein habe fünf Kentauren niedergestreckt. Aufgrund seiner Unverwundbarkeit hätten die Kentauren ihn unter Baumstämmen begraben und dadurch erdrückt. In einem Pindar-Fragment heißt es dagegen, er sei aufrecht stehend, von „grünen Fichten“ geschlagen, unter die Erde verschwunden, da er durch Metall nicht habe verwundet werden können. Diese Geschichte vom Untergang des Kaineus findet sich auch in den Argonautika des Apollonios von Rhodos (3. Jahrhundert v. Chr.), um zu erklären, wieso er nicht mit auf die Argonautenfahrt kam. Statt seiner sei sein nicht ganz so starker Sohn Koronos mitgefahren. Was danach geschah, lässt Ovid Nestor in zwei Versionen erzählen: Entweder wurde er durch die schiere Menge des Holzes durch die Erde in den Tartarus gedrückt, oder er wurde nach einem angeblichen Bericht des Sehers Mopsus in einen einzigartigen rostfarbenen Vogel verwandelt. Dieser Vogel wird von manchen als Phönix identifiziert. Andere Altertumswissenschaftler vermuten, dass diese Variante eine Erfindung Ovids ist, der mit dieser neuerlichen Verwandlung Caeneus aufwerten wollte.
Akusilaos von Argos, ein Mythograph des 6. Jahrhunderts v. Chr., berichtet, Kaineus sei ursprünglich ein Mädchen namens Kaine gewesen. Sie habe mit dem Meeresgott Poseidon geschlafen, der sie anschließend, da es ihr „heilig“ gewesen sei, keine Kinder zu gebären, in einen unverwundbaren Mann verwandelt habe. Dieser sei König der Lapithen geworden und habe seinem Volk befohlen, einen Speer, den er auf dem Marktplatz aufgestellt hatte, als Gott anzubeten. Der anschließende Kampf mit den Kentauren, bei dem Kaineus aufrecht in die Erde geschlagen wurde, sei Zeus’ Strafe für diese Blasphemie gewesen.
In der Aeneis des Vergil ist Caeneus – „einst ein junger Mann, jetzt eine Frau, durch das Schicksal wieder in die alte Gestalt zurückverwandelt“ – eine der Gestalten, die Aeneas in der Unterwelt antrifft.
Bei Ovid heißt das Mädchen Caenis. Nachdem es trotz vieler Bewerber unverheiratet geblieben war, habe Neptun, das römische Analogon zu Poseidon, es vergewaltigt. Als er ihr im Anschluss einen Wunsch freigibt, erwidert sie:

„magnum […] facit haec iniuria votum,

tale pati nil posse, mihi da, femina ne sim:

omnia praestiteris.

Einen großen Wunsch weckt in mir diese Gewalttat: daß mir solches nicht mehr widerfahren kann. Gib, daß ich keine Frau mehr bin! Damit schenkst du mir alles.“

Neptun erfüllt ihr diese Bitte und fügte auch die Gabe hinzu, dass Caeneus, wie er nun hieß, von keinem Eisen verletzt werden konnte. Ovid erzählt beide Mythen von Kaineus, den erotischen und den heroischen, und rahmt mit ihnen seine Darstellung der Kentauromachie ein. Während des Kampfes verweisen mehrere Kentauren hämisch auf Kaineus‘ Transgeschlechtlichkeit: „Bella relinque viris – Überlass die Kriege den Männern“ (Latreus), „Superamur ab uno vixque viro? – Werden wir von einem einzigen besiegt, und der ist kaum ein Mann?“ (Monychus). Anders als in seinen beiden anderen Verwandlungssagen, in der der Protagonist das Geschlecht wechselt, nämlich Iphis und Mestra, macht Ovid aus Caenis einen regelrechten Helden – seine Unverwundbarkeit kann als Steigerung der Virilität gedeutet werden. Dabei spielt er geschickt mit der überkommenen Vorstellung von lateinisch virtus, was Tugend oder Tapferkeit bedeutet, im Wortstamm aber die Vokabel vir – Mann enthält. So schreibt Ovid, Nestors Zuhörer seien über die „monstri novitate“ („Neuheit des Wunders“) des Geschlechtswandel erstaunt gewesen und namentlich Achilleus habe darauf gedrängt, die Geschichte erzählt zu bekommen. Von diesem ist aber bekannt, dass er in Frauenkleidern versuchte, der Teilnahme am Trojanischen Krieg zu entgehen. Mit diesen Anspielungen rechtfertigt Ovid geschickt Caenus’ Transmaskulinität.
Phlegon von Tralleis, ein Paradoxograph des 2. Jahrhunderts, berichtet eine Variante dieses Mythos, in der der Geschlechtsverkehr einvernehmlich erfolgte, nachdem Poseidon Kainis versprochen hatte, ihr anschließend einen Wunsch zu erfüllen. Möglicherweise geht diese Variante auf Hesiod zurück.

## Rezeption

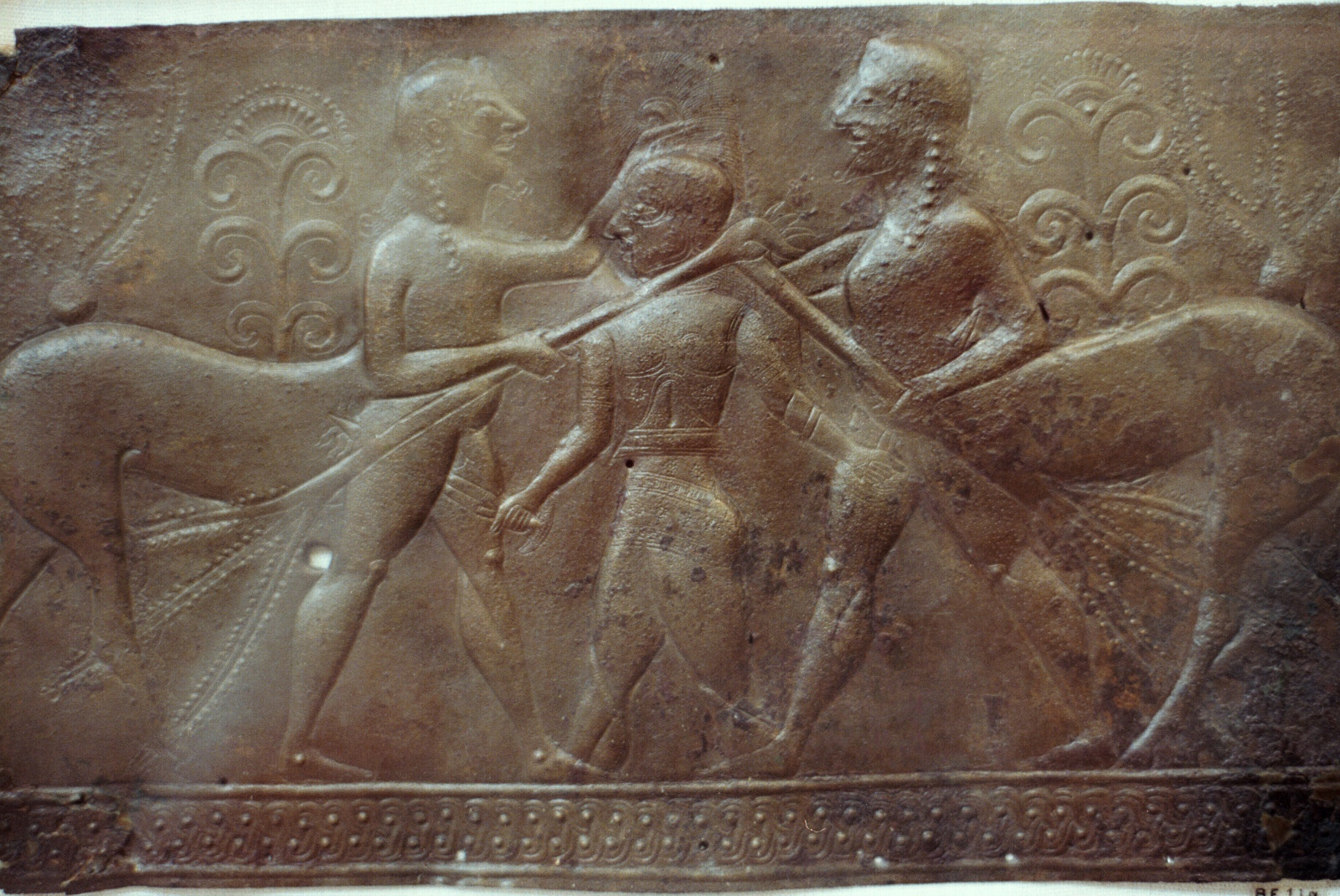
Kaineus wird von zwei Kentauren in den Boden geschlagen. Bronzerelief, 7. Jahrhundert v. Chr., Archäologisches Museum Olympia

Die älteste überlieferte Darstellung des Kaineus ist ein kleines Bronzerelief aus dem 7. Jahrhundert v. Chr., eine der frühesten Darstellungen eines Mythos in der griechischen Kunst überhaupt. Hier und auf einer etruskischen schwarzfigurigen Vase, die um 500 bemalt wurde, trägt Kaineus auffallenderweise keinen Schild, sondern ist mit zwei Schwertern bewaffnet. Dies kann als Hinweis auf seine Unverwundbarkeit gedeutet werden.
In der Netflix-Serie Kaos wird Kaineus von dem britischen Schauspieler Misia Butler dargestellt.